# Koumbri (Burkina Faso)
Pour les articles homonymes, voir Koumbri.
Koumbri est la localité chef-lieu du département et la commune rurale de Koumbri situé dans la province du Yatenga de la région Nord au Burkina Faso.

## Géographie

### Climat
Koumbri est doté d'un climat de steppe sec et chaud, de type BSh selon la classification de Köppen, avec des moyennes annuelles de 28,4 °C pour la température et de 541 mm pour les précipitations.

## Démographie
| Hommes | Femmes | Total | % Femmes | 0-14 ans | 15-64 ans | 65 ans ou + | Age N.D. |
| ------ | ------ | ----- | -------- | -------- | --------- | ----------- | -------- |
| 1627   | 1716   | 3343  | 51,33    | 1601     | 1552      | 167         | 23       |

## Économie
Les activités principales sont l'agriculture et l'élevage.

## Santé et éducation
Koumbri accueille un centre de santé et de promotion sociale (CSPS) tandis que le centre hospitalier régional (CHR) se trouve à Ouahigouya.
La ville possède trois écoles primaires, deux publiques (secteurs 1 et 2) et une médersa (secteur 3) ainsi que le lycée départemental.